# Londonski most
Londonski most (eng. London Bridge) naziv je za trenutni most i više mostova, koji su u povijesti povezivali sjevernu i južnu obalu rijeke Temze. Današnji Londonski most otvoren je za promet 1973. godine, zamijenivši stari kameni most iz 19. stoljeća.
Moderni most je u vlasništvu Bridge House Estates, nezavisne dobrotvorne organizacije srednjovjekovnog porijekla koju nadgleda Korporacija grada Londona. Preko njega vodi put A3, koji održava Uprava Velikog Londona. Ovaj prijelaz također ocrtava područje duž južne obale rijeke Temze, između Londonskog mosta i Tower Bridgea.
Postoje određeni dokazi, da je ovdje postojao most još u rimsko doba, ali da je bio pontonskog tipa. Nakon povlačenja Rimljana, dugo nije bilo nikakvog mosta, a nije bilo ni potrebe za njim, jer je Temza često bila linija razgraničenja između teritorija.
Radovi na izgradnji započeti su 1176. godine i trebalo je punih 33 godine, da bude završen. Most je bio širine 8 m i dužine oko 270 m. Do 1358. godine most je bio pretrpan s 138 prodavaonica i bio je središte događanja u Londonu. Postoje i zapisi, da je broj objekata na mostu narastao na 200, od kojih su neki dostizali i po sedam katova. Ovi objekti kao i mnogo ljudi koji su se ovdje okupljali često su bili uzročnici velikih požara. To je pokrenulo inicijativu za traženjem novih rješenja.
Već krajem 18. stoljeća, bilo je izvjesno da se postojeći most mora zamijeniti novijim. Bio je gotovo 600 godina star i blokirao je promet uzvodno od mosta. Radovi su započeti 30 metara zapadno od postojećeg mosta 1824. godine. Most je završen 1831. godine kada je i stari most bio porušen. Novi most bio je 283 metara dug i 15 metara širok. Ubrzo je postao najprometnija točka u Londonu s 8,000 pješaka i 900 vozila na sat.
Nakon 130 godina započeli su planovi na izgradnji novog mosta s jednim lukom. Gradska vlada došla je do ideje, da postojeći most proda. To joj je uspjelo i prodan je Amerikancu Robertu McCullochu. On je kao poznati biznismen i bogataš usred pustinje u Arizoni zakupio zemlju na kojoj je u izgradio manji gradić. Most mu je poslužio kao odlična reklama kao i atrakcija koju će turisti željeti posjetiti. Nakon izgradnje novog mosta ovaj most je kompletno demontiran i prebačen u Arizonu 8,500 km dalje. I danas se nalazi preko rijeke Colorado i u funkciji je u gradu Lake Havasu Cityju.
Radovi na sadašnjem Londonskom mostu trajali su od 1967. do 1972. godine. Most je otvorila kraljica Elizabeta II. 17. ožujka 1973. godine. Sagrađen je na lokaciji prethodnog mosta, s tim što su se pojedini dijelovi prethodnog srušili kako bi omogućili prohodnost novoizgrađenom. Novoizgrađeni most napravljen je tako, da se može lako proširiti u slučaju prevelike gužve koja je povijesno rasla.

## Galerija
- Londonski most
- Stari Londonski most 1682.
- Stari Londonski most oko 1870.
- Stari Londonski most premješten u Arizonu.